# Manuela Mucke
Manuela Mucke (n. 30 ianuarie 1975, Lutherstadt Wittenberg, Republica Democrată Germană, Germania) este o canoistă ce a reprezentat Germania, medaliată olimpică. A participat la 2 ediții ale Jocurilor Olimpice (1996, 2000) în care a câștigat două medalii de aur.